# Danazolo
{{Composto chimico
MANDY
| immagine1_nome = Danazol Structural Formula V1.svg
| immagine1_dimensioni = 230px
| immagine2_nome = Danazol molecule ball.png
| immagine2_dimensioni = 230px
| prefisso_ATC = G03
| suffisso_ATC = XA01
| DrugBank =
| massa_molecolare = 337.5 g/mol
| biodisponibilità = >95%
| legame_proteico = Elevato, con SHBG e CBG
| metabolismo = Epatico
| emivita = circa 15 ore
| escrezione = Feci, urine
| categoria =
| teratogenesi = Sì, malformazioni urogenitali
| somministrazione = orale
|titolo_indicazioni_sicurezza = ---
|simbolo1=nocivo
|simbolo2=irritante
|avvertenza=attenzione
|frasiH=
312 - 332 - 361 
|consigliP=
280 
}}
Il danazolo è un derivato isossazolico dell'etisterone, strutturalmente simile al testosterone, conosciuto fin dal 1970 per le proprietà androgeniche e soppressive la funzione ovarica in virtù delle quali trovò un primo utilizzo nella terapia dell'endometriosi.

## Farmacocinetica
Il danazolo è assunto per via orale, con ottima biodisponibilità a causa dell'elevata liposolubilità del composto. È metabolizzato a livello del fegato, nel quale si accumula. Ulteriori siti di accumulo sono il surrene e il rene. La vie di escrezione sono la via biliare e la via urinaria, con un'emivita di circa 15 ore; concentrazioni plasmatiche stabili si ottengono perciò con somministrazione iniziale di 300 mg 2 volte al giorno. Il danazolo viene trasportato nel torrente ematico dalla proteina legante gli ormoni sessuale (SHBG) e dalla proteina legante i corticosteroidi (CBG). Una minima frazione è libera nel plasma.

## Farmacodinamica
Il danazolo esplica il suo effetto legandosi ai recettori endocellulari per gli androgeni, per il progesterone e per i glucocorticoidi e inibendo alcuni enzimi chiave del metabolismo degli ormoni steroidei. Tra questi i più importanti sono:
- P450c11 o 11β-ossidrilasi
- P450c21 o 21-ossidrilasi
- P450c17 o 17α-ossidrilasi
- P450scc o desmolasi
- 17α-HSD o 17α-idrossisteroidodeidrogenasi
- 3β-idrossisteroidodeidrogenasi

Inoltre, legando la CBG, spiazza il progesterone dal suo sito di trasporto, rendendolo disponibile ai processi catabolici. La debole attività androgenica e progestinica, promossa dal principale metabolita etisterone, è responsabile della soppressione della funzione ovarica, testimoniata dalla soppressione dei picchi di LH e FSH di metà ciclo. Non possiede attività estrogeniche.

## Impiego clinico
Per molto tempo il danazolo è stato usato per il trattamento della endometriosi; attualmente si preferisce ricorrere ai farmaci agonisti del GnRH per i minori effetti collaterali. Il danazolo trova impiego nel trattamento della mastopatia fibrocistica, nella menorragia, nella mastodinia associata al ciclo mestruale, nella porpora trombocitopenica immune, nella emofilia, nella malattia di Christmas e nell'edema angioneurotico congenito.

## Principali effetti avversi
Gli effetti avversi sono diretta estensione dell'azione androgenica del danazolo. Tra questi i più frequenti sono:
- Acne
- Pelle grassa, seborrea, dermatite seborroica
- Irsutismo
- Riduzione del volume delle mammelle
- Aumento di peso, edema
- Abbassamento della voce
- Caldane
- Cefalea
- Crampi
- Modificazioni della libido

Sono inoltre riportati nelle letteratura scientifica un aumento del rischio di contrarre carcinoma dell'ovaio e adenomi epatici.

## Controindicazioni
Il danazolo deve essere usato con cautela ogni qualvolta si presentino segni di disfunzione epatocellulare. Per questo, è consigliato eseguire un profilo di funzionalità epatica (transaminasi, fosfatasi alcalina, bilirubina, γ-GT) prima della somministrazione. Per il rischio di malformazioni urogenitali nel bambino, il danazolo deve essere evitato in gravidanza.